# Szöllősi Rózsi
Szöllősi Rózsi, Schwartz Róza Regina, Szöllősy (Királyháza, 1892. február 20. – 1960 után) színésznő, operaénekesnő.

## Pályafutása
Schwartz Jakab és Neimán Janka (Háni) leánya. Színpadra lépett 1910-ben; április havától a Vígszinkör tagja volt. 1911. december 14-én Budapesten, az Erzsébetvárosban házasságra lépett Szabolcs Ernő színésszel, akitől 1927-ben elvált. 1920 szeptember havától az Apolló Kabaré tagja volt. 1925. május 12-én mint operaénekesnő mutatkozott be a Városi Színházban, a Pillangókisasszonyban, amikor ezt a kritikát kapta: „Ének és játék szempontjából figyelemreméltó alakítását a közönség melegen, sok tapssal fogadta — írta a Nemzeti Újság (V. 13.). 1926 júliusában a comói Politeama-színházban mutatkozott be, a Don Pasquale című opera Norina szerepében. A közönség a legnagyobb elragadtatással fogadta, s az olasz sajtó, mely hangjának és előadásának kvalitásairól a leghízelgőbb jelzőkkel emlékezett meg, a bel cantó művészetének birodalmában nagy jövőt jósolt a magyar művésznőnek. 
1928. január 26-án Budapesten férjhez ment Schvarz Jakab (Paks, 1880. május 27. – Budapest 1945. február 4.) tőzsdetanácsoshoz, aki a nyilasterror idején öngyilkos lett. A felszabadulás után az özvegy visszavonult elhunyt férje pusztamérgesi gyümölcsösébe. A szeged környéki elhanyagolt kisgazdaságból szorgos és hozzáértő szellemi és fizikai munkája mintakertészetet teremtett. Ezután házasságot kötött Fehérvári Béla vezérőrnaggyal, a szegedi honvédi kerület volt demokratikus érzelmű parancsnokával. A házasságkötés tanúja a művésznő sógora (és korábbi férje), Szabolcs Ernő operettrendező volt.
Az 1950-es években Franciaországban élt, 1957-ben Nizzában magyar vendéglőt nyitott, amely évekig népszerű volt a külföldön tartózkodó magyarok körében. Vendéglőjét 1960-ban bezárta és Párizsba költözött.

## Fontosabb színházi szerepei
- Denise (Hervé: Nebáncsvirág)
- Paris (Offenbach: Szép Heléna)
- Norina (Donizetti: Don Pasquale)

## Filmszerepei
- Tavasz a télben (1917)
- Alraune (1918) ... Alraune